# Стрельцов, Павел Васильевич
Павел Васильевич Стрельцов (1923—1944) — участник Великой Отечественной войны, пулемётчик 28-го гвардейского стрелкового полка 10-й гвардейской стрелковой дивизии 14-й армии Карельского фронта, гвардии ефрейтор. Герой Советского Союза.

## Биография
Родился в 1923 году в селе Воскресенское Колыберевской волости Коломенского уезда, ныне в черте города Воскресенска Московской области, в крестьянской семье. Русский.
Окончил 6 классов. Работал в колхозе «Красная звезда» в родном селе. Затем работал на Воскресенском химическом комбинате электриком в цехе фосмуки и электроцехе.
В Красную Армию ушёл добровольцем 2 ноября 1941 года. Воскресенским райвоенкоматом Московской области был направлен в Павловский Посад. В действующей армии с ноября 1941 года. В сентябре 1942 года в составе 53 ОСБр принял участие в боях за Ленинград в районе Синявинских высот. Служил связным. 19 сентября был контужен и эвакуирован в госпиталь. По излечении, с марта 1943 года продолжил службу в 28-м гвардейском стрелковое полку 10-й гвардейской стрелковой дивизии 14-й армии (Карельский фронт). Член ВЛКСМ с 1943 года.
В период с 7 октября по 1 ноября 1944 года войска Карельского фронта в ходе Петсамо-Киркенесской наступательной операции разгромили 20-ю горную армию Германии на мурманском направлении. В этих завершающих боях по освобождению от немецкой оккупации советского Заполярья пулемётчик гвардии красноармеец Павел Стрельцов проявил себя отважным, инициативным воином. 13 октября 1944 года во главе группы добровольцев отправился в разведку ближнего вражеского тыла. Обнаружив на противоположном берегу реки Петсамойоки (Печенга) подразделение горных егерей, численностью в несколько раз превосходящее нашу разведгруппу, решил её атаковать. Дерзким внезапным ударом егеря были рассеяны, а разведчики, захватив двух пленных, без потерь вернулись в своё расположение.
26 октября 1944 года гвардии ефрейтор Стрельцов погиб в бою за местечко Мункелен близ Киркенеса, закрыв своим телом амбразуру вражеской огневой точки. Первоначально был похоронен на территории Норвегии. В 1952 году по межправительственному соглашению между СССР и Норвегией был перезахоронен в братской могиле на 72 километре дороги Лиинахамари — Никель (номер захоронения в ВМЦ 51-87).

## Награды
- Указом Президиума Верховного Совета СССР от 2 ноября 1944 года за образцовое выполнение боевых заданий командования на фронте борьбы с немецко-фашистским захватчиками и проявленные при этом мужество и героизм гвардии красноармейцу Стрельцову Павлу Васильевичу присвоено звание Героя Советского Союза.
- Награждён орденом Ленина.

## Память
- На родине Героя, в селе Воскресенское Воскресенского района Московской области, его именем названа улица, а  на доме, где он родился, установлена мемориальная плита.
- У лицея № 22 г Воскресенска установлен памятник.
- Имя Героя было присвоено судну Министерства рыбного хозяйства.
- В городе Заполярном Мурманской обл. его именем названа улица.
- В городе Никель Мурманской обл. установлена мемориальная плита, увековечивая имя героя на воинском захоронении.
- Лицею №22 присвоено имя П. В. Стрельцова